# Antonia Dinnebier

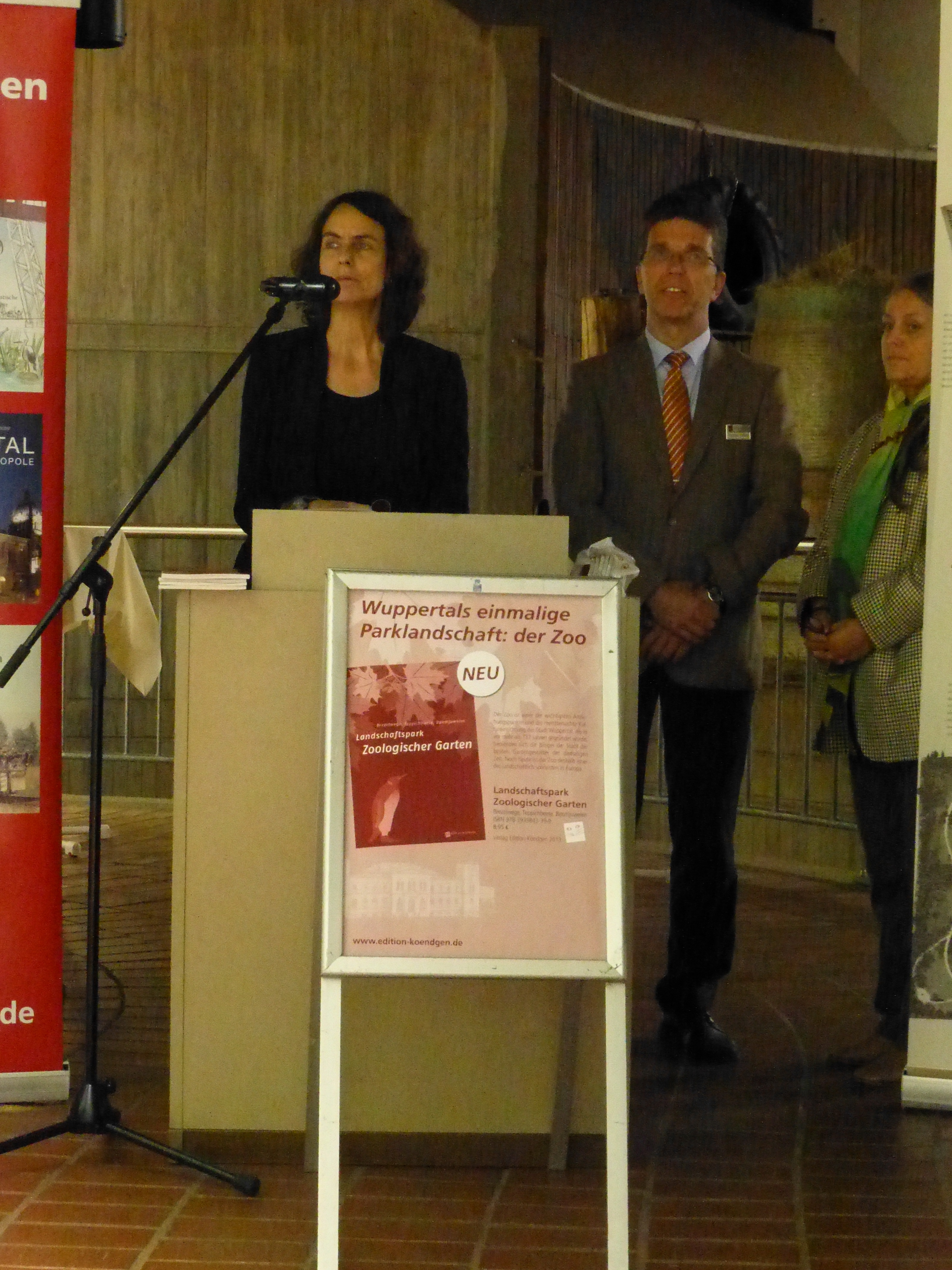
Antonia Dinnebier am Mikrofon bei einer Buchvorstellung im Elefantenhaus des Wuppertaler Zoos, 2013

Antonia Dinnebier (* 15. November 1958) ist eine deutsche Landschaftsplanerin und Autorin.

## Leben
Antonia Dinnebier ist die Tochter des Lichtplaners Johannes Dinnebier und dessen Ehefrau Lisa. Von 1978 studierte sie Landschaftsplanung an der Technischen Universität Berlin, wo sie 1985 den Titel Diplom-Ingenieur erhielt. Von 1978 bis 1990 war sie wissenschaftliche Mitarbeiterin am Institut für Landschaftsökonomie an der TU-Berlin, von 1990 bis 1991  am Institut fur Ökosystemforschung Berlin-Halle (ehemals Teil der Akademie der Wissenschaften der DDR). Sie promovierte 1995 mit der „Idee der ästhetischen Landschaft, ihre historisch-ideengeschichtliche Entstehung und die heutige Diskussion ihrer Funktion“.
Dinnebier arbeitet ehrenamtlich in verschiedenen Vereinen, war Vorstandsmitglied des Deutschen Werkbunds Nordrhein-Westfalen, der Landesgemeinschaft Naturschutz + Umwelt Nordrhein-Westfalen und stellvertretendes beratendes Mitglied im Wuppertaler Gestaltungsbeirat. Derzeit ist sie Mitglied im Beirat der Unteren Naturschutzbehörde der Stadt Wuppertal für die Schutzgemeinschaft Deutscher Wald. Sie hält Vorträge und veranstaltet Führungen zu Natur, Gartenkunst und Denkmalpflege.
Die Landschaftsplanerin ist mit ihrem Büro Landconcept selbständig tätig. Mit ihrer Schwester Sonja führt sie die Geschäfte von Schloss Lüntenbeck.

## Veröffentlichungen (Auswahl)
Monographien und Sammelbände
- Vernetzte Systeme: Frederic Vesters biokybernetisches Konzept – ein Versuch zur Bewältigung der Umweltkrise. Technische Universität Berlin: Werkstattberichte des Instituts für Landschaftsökonomie, Heft 9. Berlin 1985. ISBN 3-7983-10785
- Die Innenwelt der Außenwelt. Die schöne Landschaft als gesellschaftstheoretisches Problem. = Landschaftsentwicklung und Umweltforschung, Heft 100. Berlin 1996. ISBN 978-3-7983-1672-0
- Lüntenbeck. Haus – Hof – Gut. Wuppertal 1998, 64 S.
- Waldanlage Nordpark. Alleen, Spielplätze, Wildgehege. Mit Martin Lücke und Margot Sundermann. Edition Köndgen, 2011. ISBN 3-93984-314-8
- Grüne Meile Lüntenbeck. Schloss, Stadtwald, Lüntenberg. Edition Köndgen, 2011. ISBN 3-93984-315-6
- Wasserreich Mirker Hain. Blätterrauschen, Plätschern, Vogelsang. Mit Brigitte Alexander, Gabriele Hartmann, Bernd Huppertsberg, Csilla Letay, Martin Lücke, Heiner Mokroß, Wasserfreunde Wuppertal, Reimund Westerholz, Karl-Eberhard Wilhelm. Edition Köndgen, 2012. ISBN 3-93984-324-5
- Landschaftspark Zoologischer Garten. Brezelwege, Teppichbeete, Baumjuwelen. Mit Gertrud Ahr, Sonja Bick, Henry von Bose, Elke Brychta, Dirk Fischer, Andreas Haeser-Kalthoff, Bruno Hensel, Peter Keller, Arne Lawrenz, Arno Mersmann, Ute Nolden-Seemann, Anna-Maria Reihold, André Stadler, Johannes Vesper, Barbara Vogt, Ilona Weyer. Edition Köndgen, 2013. ISBN 3-93984-339-3
- Gartendenkmal Hardt. Felsen, Palmen, Aussichtstürme. Mit Elke Brychta, Elisabeth Bückmann, Klaus-Günther Conrads, Dirk Fischer, Arno Mersmann, Günther van Norden, Gela Preisfeld, Anne-Maria Reinhold, Andreas Schmiedecke, Christoph Schwab, Sibille Spiegel, Frank Telöken. Edition Köndgen, 2013. ISBN 3-93984-338-5
- Barmer Anlagen. Barmer Verschönerungsverein seit 1864. Mit André Bovenkamp, Hans Joachim de Bruyn-Ouboter, Elke Brychta, Klaus-Günther Conrads, Wolfgang Uwe Eckart, Jürgen Eidam, Dirk Fischer, Horst Heidermann, Uwe Lemmer, Irmela Löw, Martin Lücke, Albert Vosteen. Edition Köndgen, 2014. ISBN 3-93984-345-8
- Stadtpark de Weerth Garten. Villa, Klippe, Lustanlage. Mit Brigitte Alexander, Elke Brychta, Gertrude Cepl-Kaufmann, Förderverein Historische Parkanlagen Wuppertal e.V., Claus Lange, Martin Lücke, Reinhard Lutum, Johannes Nattland, Dirk Norpoth, Michael Okroy, Anna-Maria Reinhold, Detlef Schmitz, Gisela Schniewind, Manfred Wichelhaus. Edition Köndgen, 2016. ISBN 3-93984-355-5
- Von der Heydt Königshöhe. Sommersitz, Kiesberg, Ehrenfriedhof. Mit Brigitte Alexander, Elke Brychta, Uwe Eckardt, Gerhard Finckh, Rainer Friedrich, Heike Ising-Alms, Martin Lücke, Detlef Schmitz, Michael Streuf, Albert Vosteen. Edition Köndgen, 2017. ISBN 3-93984-381-4

In Zeitschriften
- Der Barockgarten als Vorbereitung der Idee der „Landschaft“. In: Stadt + Grün 46, 1997. S. 157–164
- Nicht von gestern. Kulturlandschaft zwischen Schutz und Wandel. In: Stadt + Grün 47, 1998. S. 634–640
- Vorüberlegungen zur Verwandlung eines Wuppertaler Müllbergs in einen Naturpark ganz besonderer Art. Wilde Kippe Lüntenbeck. In: Stadt + Grün 48, 1999.
- Zur Zukunft der ästhetischen Landschaft. In: Wolkenkuckucksheim, 4. Jahrgang, Heft 2, 2000